# Barbra Banda
Barbra Banda (* 20. März 2000 in Lusaka) ist eine sambische Fußballspielerin und ehemalige Boxerin. Zumeist wird sie als Stürmerin eingesetzt.

## Leben
Barbra Banda kam als zweites von sechs Geschwistern zur Welt. Im Jahr 2021 gründete sie die Barbra Banda Foundation, die sich der Linderung der Armut, der Förderung von Gleichstellung sowie der Stärkung von Mädchen und Frauen durch Sport widmet.
Sie sieht sich regelmäßig Fragen nach ihrer Geschlechterzugehörigkeit ausgesetzt, zuletzt im Vorfeld der Fußball-Weltmeisterschaft der Frauen 2023.

## Fußballkarriere

### Verein
Barbra Banda begann im Alter von sieben Jahren mit den Fußballsport. Obwohl dieser in ihrem Heimatland gesellschaftlich wenig Anerkennung genoss, unterstütze ihre Familie sie. In der Bauleni United Sports Academy spielte Banda mit Jungen, bevor sie im Alter von 15 Jahren mit den Indeni Roses FC erstmals einer Frauenmannschaft beitrat. Im Anschluss wechselte sie zu Green Buffaloes.
Im August 2018 verpflichtete sie der spanische Erstligist EdF Logroño, es sollte jedoch aufgrund von Problemen mit der Lizenz bis Oktober dauern, ehe der Transfer vollzogen wurde, und bis November, ehe die damals 18-jährige Banda ihr Debüt in der Primera División feiern konnte. In jener Spielzeit brachte sie es auf neun Tore in 17 Spielen und war damit zusammen mit Jade Boho Sayo beste Torschützin für EdF Logroño, wobei ihre Teamkollegin diese Zahl in 29 Einsätzen erreichte. Ihre Mannschaft beendete die Saison auf dem elften Platz. In der Saison 2019/20 bestritt Banda elf Spiele und steuerte dabei sieben Tore bei, bevor sie im Januar 2020 in die Chinese Women’s Super League zu Shanghai Shengli FC transferiert wurde. In ihrer ersten Spielzeit in China erzielte sie in elf Spielen 18 Treffer und wurde damit Torschützenkönigin, sie erreichte doppelt so viele Tore wie ihre nächste Verfolgerin Temwa Chawinga. Ihre Mannschaft beendete die Meisterschaft auf dem dritten Platz. 2021 gelangen Banda in elf Einsätzen vier Treffer, erneut beendete ihr Klub die Meisterschaft auf dem dritten Platz.
Am 8. März 2024 wurde der Wechsel von Banda zu dem NWSL-Franchise Orlando Pride bekannt, wo sie einen Vierjahresvertrag unterschrieben hatte. Die Ablösesumme von 675.000 Euro war das zu diesem Zeitpunkt weltweit zweithöchste jemals gezahlte Transferentgelt für einen weiblichen Fußballprofi, übertroffen nur vom wenige Tage zuvor erfolgten Wechsel von Racheal Kundananji.
2024 wurde sie für den Ballon d’Or féminin nominiert.

### Nationalmannschaft
Barbra Banda bestritt im Alter von 13 Jahren mit ihrer Nationalmannschaft die U-17-WM 2014. Sie kam in allen drei Spielen zum Einsatz, ihre Auswahl scheiterte nach Niederlagen gegen Italien und Venezuela sowie einem Sieg gegen Costa Rica bereits in der Gruppenphase. 2015 bestritt sie mit der U-20 den Afrika-Cup der Frauen, der als Qualifikationsturnier für die U-20-WM 2016 diente. Ihre Auswahl setzte sich in der ersten Runde mit 4:0 nach Hin- und Rückspiel gegen Tansania durch, scheiterte jedoch in der zweiten Runde mit 2:3 an Südafrika. Barbra Banda brachte es in vier Einsätzen auf zwei Tore.
Im Zuge der Qualifikation für die Olympischen Spiele debütierte Banda im Mai 2015, im Alter von nur 15 Jahren, in der A-Nationalmannschaft. In der 15. Minute erzielte sie gegen Simbabwe ihr erstes Tor zum zwischenzeitlichen 2:0. Ihre Mannschaft schied letztlich aufgrund der Auswärtstorregel mit 2:2 nach Hin- und Rückspiel aus dem Turnier aus. Im Jahr 2017 bestritt Banda mit ihrer Auswahl das COSAFA Women’s Championship und belegte den dritten Platz, sie selbst steuerte fünf Treffer bei. Ein Jahr später stand sie erneut im Aufgebot Sambias für das COSAFA Championship und belegte den vierten Rang. Wenige Monate darauf verpasste sie aus medizinischen Gründen die Endrunde des Afrika-Cups 2018. Den bisher größten Erfolg mit ihrer Landesauswahl erreichte Barbra Banda durch die erstmalige Qualifikation Sambias für den Fußballbewerb der Olympischen Spiele 2020. Dabei setzte sich Sambia nacheinander gegen Simbabwe, Botswana, Kenia und das favorisierte Kamerun durch um als einziger afrikanischer Vertreter am Frauenfußballturnier in Tokyo teilzunehmen. Dort schied die Mannschaft als Gruppendritter in der Vorrunde aus. Barbra Banda selbst konnte sowohl gegen die Niederlande als auch gegen China einen Hattrick erzielen und beendete das Turnier mit sechs Toren. Barbra Banda war zunächst für die Endrunde des Afrika-Cups 2022 nominiert, wurde jedoch kurz vor Turnierbeginn aus medizinischen Gründen aus dem Kader gestrichen. Bei ihr sei im Vorfeld der Meisterschaft bei einer Geschlechtsüberprüfung ein zu hoher Testosteronspiegel nachgewiesen worden, weshalb die CAF ihr die Teilnahme untersagte. Die Maßnahme wurde unter anderem von Human Rights Watch kritisiert, die Geschlechtüberprüfungen seien eine Menschenrechtsverletzung und diskriminierend, so die nichtstaatliche Organisation.

## Erfolge
Green Buffaloes
- Lusaka League: 2017[15]

Individuelle Erfolge
- Afrikas Fußballerin des Jahres: 2024[16]
- Chinese Women’s Super League Torschützenkönigin: 2020 (18 Tore)

### Trivia
Barbra Banda hat bei Olympischen Spielen in bisher drei Spielen jeweils drei Tore erzielt, wobei ihre Mannschaft keines dieser Spiele gewinnen konnte: 2020 (2021) beim 3:10 gegen die Niederlande und beim 4:4 gegen China sowie 2024 beim 5:6 gegen Australien.

## Boxkarriere
Neben Fußball betrieb Barbra Banda auch Boxsport, ihr großes Vorbild war Catherine Phiri. Von 2015 bis 2017 bestritt sie fünf Profikämpfe im Fliegen-, Superfliegen und Bantamgewicht, von denen sie alle gewann, vier davon durch KO. Während ihrer Zeit bei Green Buffaloes entschied sie sich aus Zeitmangel dazu das Boxen aufzugeben.